# Copa Campeón de Campeones de Guatemala 2019
La Copa Campeón de Campeones de Guatemala de 2019. Enfrentó a los clubes Guastatoya y Antigua GFC, la final se disputó en a serie de ida y vuelta, ganando el primer equipo en cuestión en un global de 4-2.

## Clubes clasificados
| Guastatoya  |  | Campeón del Apertura 2018 |
| Antigua GFC |  | Campeón del Clausura 2019 |

## Partidos

### Ida
| Copa Campeón de Campeones de Guatemala 2019 (1ª vuelta); 14 de julio de 2019 | Antigua GFC     | 1:0 (0:0) | Guastatoya | Estadio Pensativo, Antigua Guatemala                     |                                                          |
|                                                                              | Juan Osorio 83' |           |            | Asistencia: 3 133 espectadores Árbitro(s): Armando Reyna | Asistencia: 3 133 espectadores Árbitro(s): Armando Reyna |

### Vuelta
| Copa Campeón de Campeones de Guatemala 2019 (2ª vuelta); 21 de julio de 2019 | Guastatoya                                                                                                | 4:1 (2:1) | Antigua GFC       | Estadio David Cordón Hichos, Guastatoya                |                                                        |
|                                                                              | Luis Martínez Castellanos 10' · Luis Martínez Castellanos 22' · Daniel Guzmán 60' · Luis Ángel Landín 76' |           | 28' Anllel Porras | Asistencia: 1 202 espectadores Árbitro(s): Bryan López | Asistencia: 1 202 espectadores Árbitro(s): Bryan López |

|                               |
|                               |
| Campeón Guastatoya 1.° título |